# Boden (Norrbotten, Švedska)
Boden je grad i središte istoimene općine u sjevernoj Švedskoj u županiji Norrbotten.

## Stanovništvo
Prema podacima o broju stanovnika iz 2005. godine u gradu živi 18.680 stanovnika.

## Vanjske poveznice
- Službene stranice grada

### Ostali projekti
|  | Zajednički poslužitelj ima još gradiva o temi Boden |